# Draba pulcherrima
Draba pulcherrima là một loài thực vật có hoa trong họ Cải. Loài này được Gilg mô tả khoa học đầu tiên năm 1909.